# Damalis beijingensis
Damalis beijingensis är en tvåvingeart som först beskrevs av Shi 1995.  Damalis beijingensis ingår i släktet Damalis och familjen rovflugor.
Artens utbredningsområde är Beijing (Kina). Inga underarter finns listade i Catalogue of Life.